# Ghil'ad Zuckermann
Pour les articles homonymes, voir Zuckerman.
Ghil'ad Zuckermann (en hébreu : גלעד צוקרמן), né le 1er juin 1971 à Tel Aviv, en Israël, est un linguiste, professeur, titulaire de la chaire de linguistique et de langues en danger à l'université d'Adélaïde en Australie-Méridionale, en Australie. Le professeur Zuckermann conseille l’Oxford English Dictionary et parle couramment 13 langues[réf. souhaitée]. Ghil'ad Zuckermann s'intéresse à l'étymologie et a développé le concept de Correspondance phono-sémantique.

## Biographie
Il fait ses études à l'université de Tel Aviv où il obtient sa maîtrise, puis obtient un doctorat en Angleterre,,,,. Il est professeur à l'université d'Adélaïde en Australie-Méridionale.
Il est président de l'Australian Association for Jewish Studies  depuis 2017 et ancien président de l'Australasian Association for Lexicography et membre de sociétés savantes telles l'Australian Institute of Aboriginal and Torres Strait Islander Studies (AIATSIS), la Foundation for Endangered Languages, l'Academy of Oriental Scholars et l'European Association of Jewish Studies. Il a été professeur invité dans divers universités aux quatre coins de la Terre, notamment à la Shanghai Jiao Tong University, ou encore au Weizmann Institute of Science.

## Publications

### Livres
- 多源造词研究 (A Study of Multisourced Neologization), (East China Normal University Press, ECNU), 2021.  (ISBN 9787567598935)
- Revivalistics: From the Genesis of Israeli to Language Reclamation in Australia and Beyond, Oxford University Press, 2020.  (ISBN 9780199812790) /  (ISBN 9780199812776)
- Language Contact and Lexical Enrichment in Israeli Hebrew, Palgrave Macmillan, 2003.  (ISBN 9781403917232) /  (ISBN 9781403938695)
- Israelit Safa Yafa, Am Oved, 2008.  (ISBN 9789651319631)
- « Jewish Language Contact », International Journal of the Sociology of Language, 226, 2014.
- Mangiri Yarda (Healthy Country: Barngarla Wellbeing and Nature), Revivalistics Press, 2021[8].
- Engaging– A Guide to Interacting Respectfully and Reciprocally with Aboriginal and Torres Strait Islander People, and their Arts Practices and Intellectual Property, Australia, 2015
- Dictionary of the Barngarla Aboriginal Language of Eyre Peninsula, South Australia, Australia, 2018
- Burning Issues in Afro-Asiatic Linguistics, 2012.
- Barngarlidhi Manoo (Speaking Barngarla Together), Australia, 2019:  Première partie, Deuxième partie.

### Articles récents
- 'Realistic Prescriptivism': The Academy of the Hebrew Language, its Campaign of 'Good Grammar' and Lexpionage, and the Native Israeli Speakers, Israel Studies in Language and Society 1, p. 135-154, 2008.
- Icelandic: Phonosemantic Matching], Judith Rosenhouse & Rotem Kowner (eds), Globally Speaking: Motives for Adopting English Vocabulary in Other Languages, Multilingual Matters Clevedon-Buffalo-Toronto, p. 19-43, 2008.
- Hybridity versus Revivability: Multiple Causation, Forms and Patterns], Journal of Language Contact, Varia 2, p. 40-67, 2009.
- Blorít: Pagans' Mohawk or Sabras' Forelock?: Ideological Secularization of Hebrew Terms in Socialist Zionist Israeli, The Sociology of Language and Religion: Change, Conflict and Accommodation, Tope Omoniyi (ed.), Palgrave Macmillan, Houndmills, p. 84-125, 2010.
- Stop, Revive, Survive: Lessons from the Hebrew Revival Applicable to the Reclamation, Maintenance and Empowerment of Aboriginal Languages and Cultures, Australian Journal of Linguistics 31 (1), p. 111-127, 2011.
- Native Tongue Title: Proposed Compensation for the Loss of Aboriginal Languages, Australian Aboriginal Studies 2014/1: 55-71.
- “Our Ancestors Are Happy!”: Revivalistics in the Service of Indigenous Wellbeing, Foundation for Endangered Languages XVIII: 113-119. 2014.

## Filmographie
- Fry's Planet Word, Stephen Fry s'entretient avec le professeur Zuckermann sur le renouveau de l'hébreu
- The Politics of Language, Stephen Fry s'entretient avec le professeur Zuckermann sur la langue
- SBS: Living Black: S18 Ep9 - Linguicide
- Babbel: Why Revive A Dead Language? - Interview with Prof. Ghil'ad Zuckermann
- edX MOOC: Language Revival: Securing the Future of Endangered Languages